# ゲオルク・プールバッハ (小惑星)
ゲオルク・プールバッハ (9119 Georgpeuerbach) は小惑星帯に位置する小惑星。オーストリアのリンツの近くにあるダヴィドシュラーク天文台で発見された。
西洋における観測天文学の父とも呼ばれる15世紀のオーストリアの天文学者、ゲオルク・プールバッハから命名された。